# Patinatge de velocitat en pista curta als Jocs Olímpics d'hivern de 1994
Als Jocs Olímpics d'Hivern de 1994 celebrats a la ciutat de Lillehammer (Noruega) es disputaren sis proves de patinatge de velocitat en pista curta, tres en categoria masculina i tres més en categoria femenina, sent incorporada la prova de 50 metres en aquesta edició.
Les proves es realitzaren entre els dies 22 i 26 de febrer de 1994 a les instal·lacions del Hamar OL-Amfi. Hi participaren un total de 87 patinadors, entre ells 46 homes i 41 dones, de 19 comitès nacionals diferents.

## Resum de medalles

### Categoria masculina
| Prova                         | Or                                                                                        | Argent                                                                                 | Bronze                                                                       |
| 500 metres Detalls            | Chae Ji-Hoon                                                                              | Mirko Vuillermin                                                                       | Nicky Gooch                                                                  |
| 1.000 metres Detalls          | Kim Ki-Hoon                                                                               | Chae Ji-Hoon                                                                           | Marc Gagnon                                                                  |
| 5.0000 metres relleus Detalls | ItàliaMaurizio Carnino · Diego Cattani · Orazio Fagone · Hugo Herrnhof · Mirko Vuillermin | Estats UnitsRandall Bartz · John Coyle · Eric Flaim · Andrew Gabel · Anthony Goskowicz | AustràliaSteven Bradbury · Kieran Hansen · Andrew Murtha · Richard Nizielski |

### Categoria femenina
| Prova                         | Or                                                                                     | Argent                                                                                          | Bronze                                                                                        |
| 500 metres Detalls            | Cathy Turner                                                                           | Zhang Yanmei                                                                                    | Amy Peterson                                                                                  |
| 1.000 metres Detalls          | Chun Lee-Kyung                                                                         | Nathalie Lambert                                                                                | Kim So-Hee                                                                                    |
| 3.0000 metres relleus Detalls | Corea del SudChun Lee-Kyung · Kim Ryang-Hee · Kim So-Hee · Kim Yoon-Mi · Won Hye-Kyung | CanadàChristine Boudrias · Isabelle Charest · Angela Cutrone · Sylvie Daigle · Nathalie Lambert | Estats UnitsKaren Cashman · Amy Peterson · Shana Sundstrom · Cathy Turner · Nikki Ziegelmeyer |

## Medaller
| Posició | País            | Or | Argent | Bronze | Total |
| 1       | Corea del Sud   | 4  | 1      | 1      | 6     |
| 2       | Estats Units    | 1  | 1      | 2      | 4     |
| 3       | Itàlia          | 1  | 1      | 0      | 2     |
| 4       | Canadà          | 0  | 2      | 1      | 3     |
| 5       | R.P. de la Xina | 0  | 1      | 0      | 1     |
| 6       | Austràlia       | 0  | 0      | 1      | 1     |
| 6       | Regne Unit      | 0  | 0      | 1      | 1     |
|         |                 |    |        |        |       |
| Total   | Total           | 6  | 6      | 6      | 18    |